# 31 juillet dans les chemins de fer
31 juin 31 août
Chronologies thématiques
- Croisades
- Sports
- Disney

Cette page concerne les événements qui se sont déroulés un 31 juillet dans les chemins de fer.

## Événements

### XIXesiècle
- 1815 : au Royaume-Uni, l'explosion du deuxième prototype du Cheval à vapeur de Brunton, construit en 1814 ou 13 personnes sont tuées[1]. Elle est la première catastrophe ferroviaire enregistrée[2].
- 1852 : au Portugal, le gouvernement accorde la concession du chemin de fer de Lisbonne à Santarem et à la frontière à Hardy Hislop, représentant de la Companhia Central e Peninsular dos Caminhos de Ferro em Portugal

### XXesiècle
- 1902 : en Autriche, ouverture de la Zillertalbahn.
- 1926 : en  Norvège, ouverture de la Sperillbanen.
- 1944 : en  France, départ du dernier train de déportés juifs (1300 personnes) de la gare de Drancy pour le camp d'extermination d'Auschwitz-Birkenau.
- 1987 : en Grande-Bretagne, la reine Élisabeth II préside la cérémonie d'ouverture de la ligne de métro automatique du Docklands Light Railway à Londres.

### XXIesiècle
- 2003 : au Royaume-Uni, la concession du réseau Transpennine (Région de Manchester) est attribué par la Strategic Rail Authority au consortium formé par First Group et Keolis (filiale de la SNCF).